# Accrezione (geologia)
In geologia, l'accrezione è un processo tramite il quale del materiale viene aggiunto a una zolla (o placca) tettonica lungo un bordo convergente.

## Introduzione

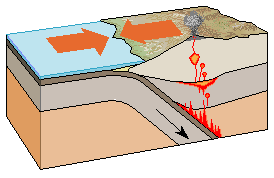
Zona di subduzione

Nell'accrezione il materiale che si viene ad aggiungere può essere di tipo sedimentario, derivante da arco vulcanico o da seamount o di altro tipo igneo.
Quando due placche tettoniche collidono, una delle due può scivolare sotto l'altra: questo processo si chiama subduzione. La zolla che viene subdotta (quella che va sotto) galleggia sull'astenosfera e viene spinta verso l'alto contro la placca sovrastante.
Il fondo dell'oceano viene spesso scalfito dalla zolla subdotta. Le crepe che si formano fanno sì che fuoriesca del materiale appartenente alla zolla subdotta, dando luogo a un deposito di materiale denominato prisma di accrezione, che si va ad attaccare alla zolla sovrascorrente (quella che va sopra).
Non sempre però si verifica la subduzione: infatti, gli archi di isole vulcaniche o i seamount possono collidere con i continenti e poiché sono costituiti da materiale relativamente leggero (ossia a bassa densità), essi spesso non vanno in subduzione ma vengono spinti verso il margine del continente, aggiungendosi allo stesso.

## Prove della presenza di zone di accrezione
Una prima prova della presenza di una zona di accrezione è data dalla seguente situazione. Le placche continentali sono costituite da rocce notevolmente diverse dalle rocce che si incontrano sui fondali oceanici. Il fondo dell'oceano è solitamente composto da rocce basaltiche che rendono il fondale più denso rispetto alle placche continentali. Nei luoghi in cui si è verificata l'accrezione delle zolle, le masse di terra spesso presentano le dense rocce basaltiche che altrimenti sarebbero presenti nella sola litosfera oceanica.
Un'altra situazione in cui si è in presenza dell'accrezione è quando ci si imbatte in una catena montuosa che è distante dal margine della zolla: in tal caso la roccia presente tra il margine della zolla e la catena montuosa è dovuta a un cuneo accretivo.

## Esempi
L'accrezione è presente in molti luoghi ma in special modo nel Pacific Rim (letteralmente bordo dell'Oceano Pacifico), termine con il quale vengono indicati tutti i paesi che, affacciandosi sull'Oceano Pacifico, ne delimitano il confine. Tra essi spiccano la costa occidentale dell'America settentrionale, la costa orientale dell'Australia e la Nuova Zelanda. Quest'ultima è costituita da aree con rocce accretive che si sono aggiunte sul margine continentale della Gondwana (supercontinente del sud derivato dalla scissione della Pangea) nell'arco di molti milioni di anni. La costa occidentale dell'America settentrionale è costituita da archi vulcanici di accrezione: le aree accretive sono comprese tra le Montagne Rocciose e la costa del Pacifico.